# مرتضى شمس
مرتضى شمس الخوئي (1928 - 30 يناير 2013) طبيب وشاعر إيراني.

## حياته
ولد في خوي سنة 1928 وهو ابن ميرزا حبيب الطبيب الخوئي. عرف جده بـ«شمس الأطباء». تعلم أولا في مسقط رأسه ثم تخرج من جامعة تبريز في الطب وتخصص في الطب الأطفال. قد اهتم بالأدب والترجمة والشعر وتخلص بـ«آفْتاب» كلمة معادلة لشمس/ضوء الشمس بالفارسية. هو أول من ترجم أزهار الشر لشارل بودلير من فرنسية إلى الفارسية. له مؤلفات ومقالات في الطب أيضاً. توفي يوم 17 فبراير 2013 في طهران ودفن في خوي. من كتبه في الأدب :
- حكاية من الحلم
- هذي الذكريات
- دمع الليل